# Jason Lokilo
Jason Eyenga Lokilo (Brussel, 17 september 1998) is een Belgisch-Congolees voetballer die doorgaans speelt als vleugelspeler. In juli 2024 verruilde hij Hull City voor CSKA Sofia.

## Clubcarrière
Vanaf 2007 speelde Lokilo in de jeugdopleiding van Anderlecht. Hier was hij zeven jaar actief. Na een jaar zonder club nam Crystal Palace hem op in de jeugd. Zijn debuut in het eerste elftal maakte hij op 22 augustus 2017, in de League Cup tegen Ipswich Town. Lokilo mocht van coach Frank de Boer in de basisopstelling beginnen. Veertien minuten voor tijd gaf hij een assist op James McArthur, die later ook een tweede doelpunt maakte. Bersant Celina maakte in de blessuretijd nog een tegengoal: 2–1. In de zomer van 2018 verhuurde Crystal Palace hem aan FC Lorient. Zijn tweede verhuurperiode volgde in januari 2020, bij Doncaster Rovers. In een half seizoen speelde hij één officiële wedstrijd. Hierna werd hij definitief overgenomen. Een jaar later verkaste Lokilo transfervrij naar Górnik Łęczna.
In de zomer van 2022 stapte de Belg naar Sparta Rotterdam, waar hij zijn handtekening zette onder een verbintenis voor de duur van twee seizoenen met een optie op een derde. Na een half jaar met daarin acht officiële optredens werd Lokilo in de winterstop verhuurd aan Istanbulspor. Na zijn terugkeer mocht Lokilo definitief vertrekken bij Sparta, waarop Hull City hem overnam. De Engelse club verhuurde hem in januari 2024 voor het restant van het seizoen aan FC Vizela. Na deze verhuurperiode mocht hij definitief vertrekken bij Hull; CSKA Sofia nam de vleugelspeler over voor circa vierhonderdduizend euro.

## Clubstatistieken
| Seizoen | Club               | Competitie     | Competitie | Competitie | Beker | Beker | Internationaal | Internationaal | Totaal | Totaal |
| Seizoen | Club               | Competitie     | Wed.       | Dlp.       | Wed.  | Dlp.  | Wed.           | Dlp.           | Wed.   | Dlp.   |
| ------- | ------------------ | -------------- | ---------- | ---------- | ----- | ----- | -------------- | -------------- | ------ | ------ |
| 2017/18 | Crystal Palace     | Premier League | 0          | 0          | 1     | 0     | —              | —              | 1      | 0      |
| 2018/19 | → FC Lorient       | Ligue 2        | 4          | 0          | 2     | 0     | —              | —              | 6      | 0      |
| 2019/20 | Crystal Palace     | Premier League | 0          | 0          | 0     | 0     | —              | —              | 0      | 0      |
| 2019/20 | → Doncaster Rovers | League One     | 1          | 0          | 0     | 0     | —              | —              | 1      | 0      |
| 2020/21 | Doncaster Rovers   | League One     | 32         | 1          | 7     | 0     | —              | —              | 39     | 1      |
| 2021/22 | Górnik Łęczna      | Ekstraklasa    | 25         | 2          | 4     | 1     | —              | —              | 29     | 3      |
| 2022/23 | Sparta Rotterdam   | Eredivisie     | 7          | 0          | 1     | 1     | —              | —              | 8      | 1      |
| 2022/23 | → Istanbulspor     | Süper Lig      | 16         | 4          | 0     | 0     | —              | —              | 16     | 4      |
| 2023/24 | Hull City          | Championship   | 18         | 0          | 3     | 1     | —              | —              | 21     | 1      |
| 2023/24 | → FC Vizela        | Primeira Liga  | 10         | 1          | 1     | 0     | —              | —              | 11     | 1      |
| 2024/25 | CSKA Sofia         | Parva Liga     | 0          | 0          | 0     | 0     | —              | —              | 0      | 0      |
| Totaal  | Totaal             | Totaal         | 113        | 8          | 19    | 3     | 0              | 0              | 132    | 11     |

Bijgewerkt op 28 juli 2024.